# Dialektisk materialism
Dialektisk materialism är en filosofi som berör vetenskapen och naturen; termen myntades av den tyske filosofen Joseph Dietzgen 1869. Termen användes sedan sporadiskt av Karl Kautsky, när han refererade till Karl Marx och Friedrich Engels, men Marx och Engels använde aldrig termen "dialektisk materialism". Istället talade de om historiematerialism – en världsåskådning baserad på Hegels idealistiska dialektik och materialistisk filosofi.[källa behövs] Engels vidareutvecklade detta i sina böcker Anti-Dühring och Naturens dialektik, där han menar att dialektiken omfattade allt i naturen, inte bara samhällets utveckling.  Dialektiken indelar världen i motsättningar, eller agonismer och antagonismer. [källa behövs]
Den som populariserade begreppet efter Kautsky var Georgij Plechanov. [källa behövs]Termen levde vidare inom den ryska socialdemokratin och Lenins Materialismen och empiriokriticismen blev ytterligare en milstolpe.[källa behövs] Stalins Om den dialektiska och den historiska materialismen omformade sedan "dialektiska materialismen" till att bli Sovjetunionens officiella världsåskådning, och i denna tappning har begreppet fått sin största spridning. Även Trotskij har använt begreppet i Den materialistiska dialektikens ABC.